# Trim (mèo)
Trim là một con mèo sống trên con tàu đã đi cùng Matthew Flinder trong các chuyến đi của ông để đi vòng quanh và lập bản đồ đường bờ biển của Úc vào năm 1801.

## Tiểu sử
Trim sinh ra vào năm 1799 trên con tàu HMS Reliance trong chuyến đi từ Mũi Hảo Vọng đến Vịnh Botany. Con mèo con rơi xuống biển, nhưng đã bơi trở lại tàu và leo lên tàu bằng cách leo lên một sợi dây; lưu ý đến bản năng sinh tồn và trí thông minh mạnh mẽ của Trim, Flinder và phi hành đoàn khiến càng thêm yêu thích Trim hơn.
Trim đi thuyền với Flinder trên HMS Investigator trong chuyến hành trình vòng quanh đất liền của Úc và sống sót sau vụ đắm tàu HMS porpoise trên Wreck Reef năm 1803. Khi Flinder bị buộc tội làm gián điệp và bị giam cầm bởi người Pháp ở Mauritius trong chuyến trở về Anh, Trim cùng chia sẻ việc bị giam cầm cho đến khi nó mất tích không giải thích được, mà Flinder cho rằng Trim đã bị đánh cắp và bị ăn thịt bởi một nô lệ đang đói.

## Ngoại hình
Trim là một con mèo nhị thể, có màu đen với bàn chân, cằm và ngực có màu trắng. Trim được đặt theo tên của người quản gia trong Tristram Shandy của Laurence Sterne, vì Flinder coi anh ta là một người bạn trung thành và giàu tình cảm. Trong thời gian bị giam cầm, Flinder đã viết một bài tiểu sử về Trim, trong đó anh ta mô tả con mèo của mình là "một trong những động vật tốt nhất mà tôi từng thấy... bộ lông của nó là một màu đen tuyền, ngoại trừ bốn chân... Nó cũng có một ngôi sao trắng trên ngực."

## Di sản
Flinder đã viết về Trim khi còn bị giam cầm trên đảo Isle de France vào năm 1809.
Năm 1996, một bức tượng Trim bằng đồng của nhà điêu khắc John Cornwell đã được dựng lên trên một gờ cửa sổ của Thư viện Mitchell ở Sydney. Sự phổ biến của bức tượng đã dẫn đến sự phát triển của một loạt các hàng hóa Trim của Thư viện Bang New South Wales. Quán cà phê của Thư viện cũng được đặt theo tên của con mèo này.